# Autophila cerealis
Autophila cerealis är en fjärilsart som beskrevs av Otto Staudinger 1871. Autophila cerealis ingår i släktet Autophila och familjen nattflyn. Inga underarter finns listade i Catalogue of Life.